# 草悟道

草悟道路標

草悟道經國園道段航照圖

草悟道（Calligraphy Greenway）是臺灣臺中市中心一整段大範圍的綠園道景觀計畫的統稱。範圍包含經國園道（含國立自然科學博物館－市民廣場－大墩文化中心）到美術園道（國立台灣美術館－柳川）之間綠帶，全長3.6公里。景觀設計者為景觀建築事務所環藝工程顧問有限公司。

## 命名由來

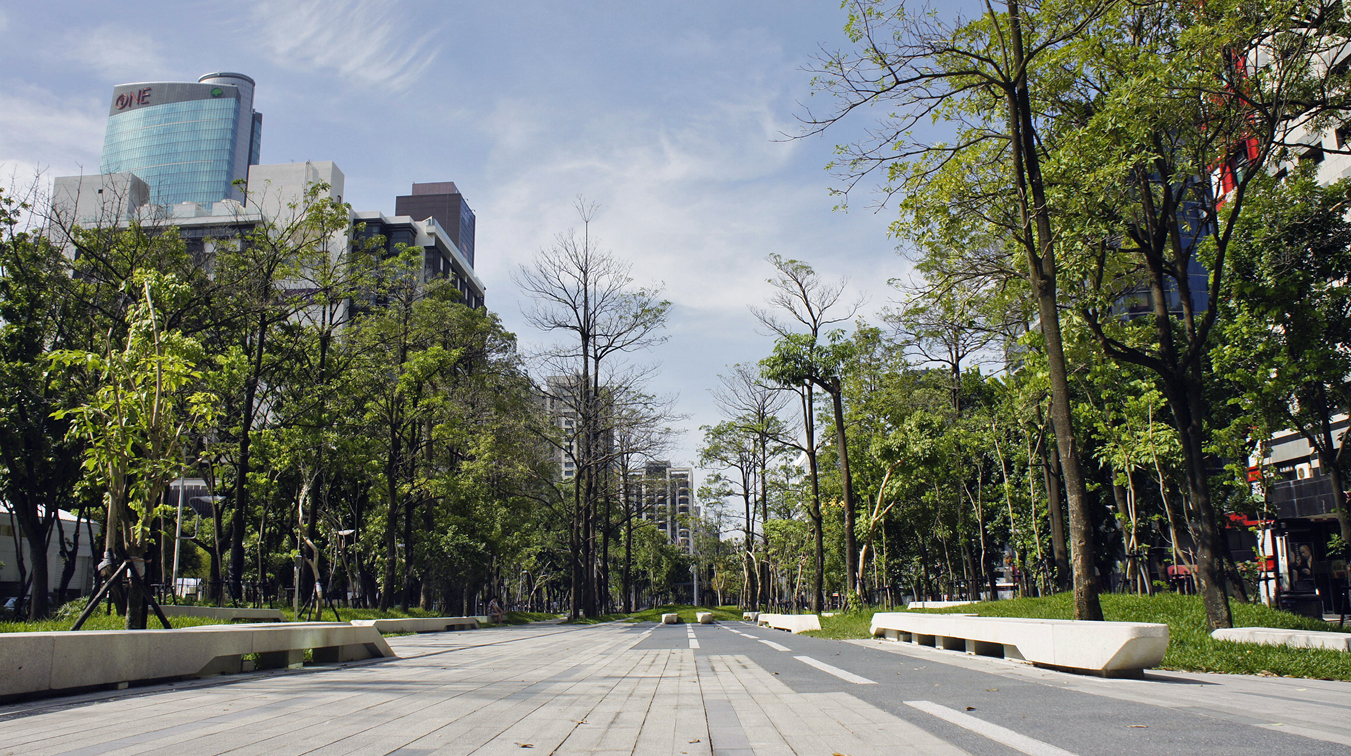
草悟道計畫後的經國園道

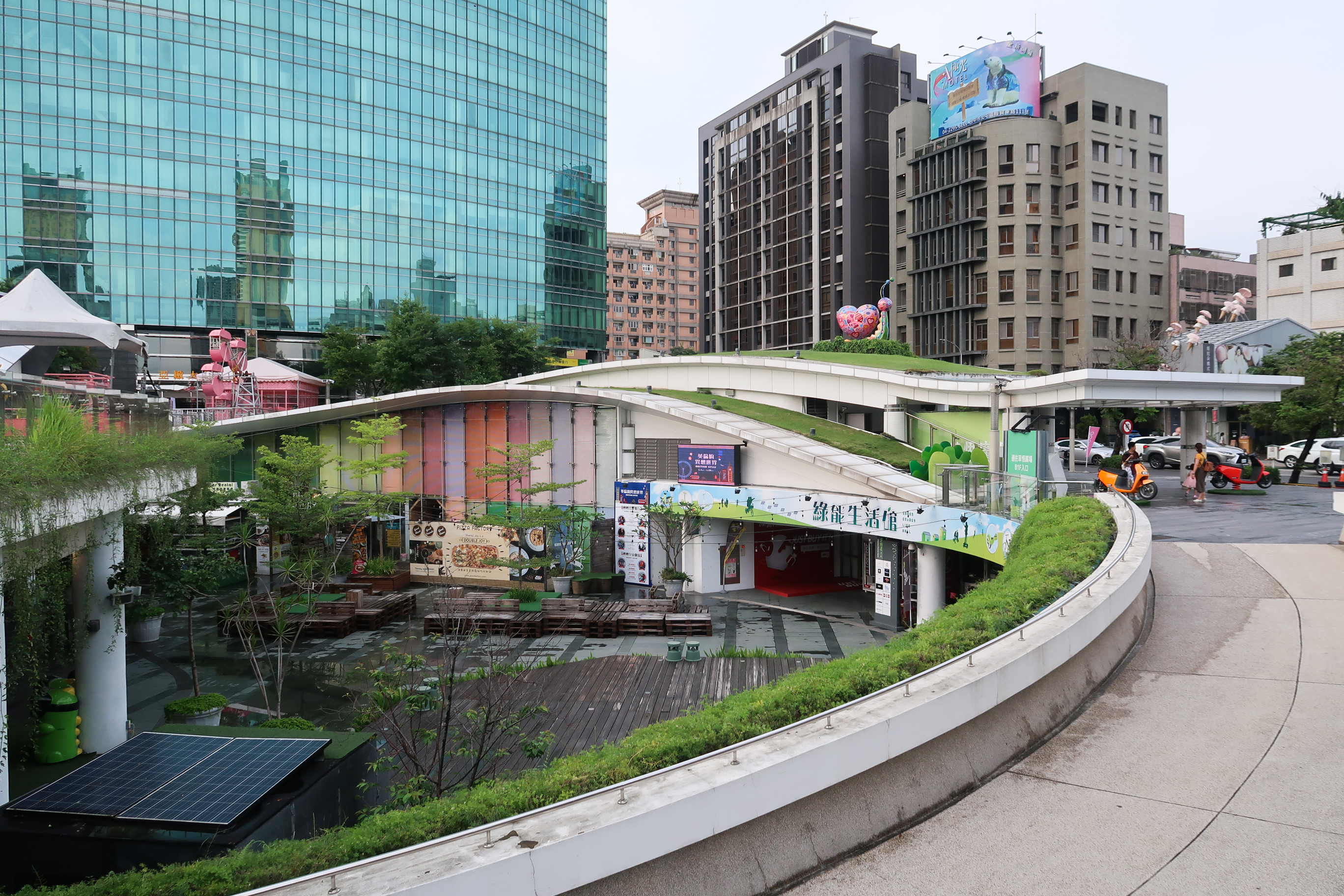
草悟廣場

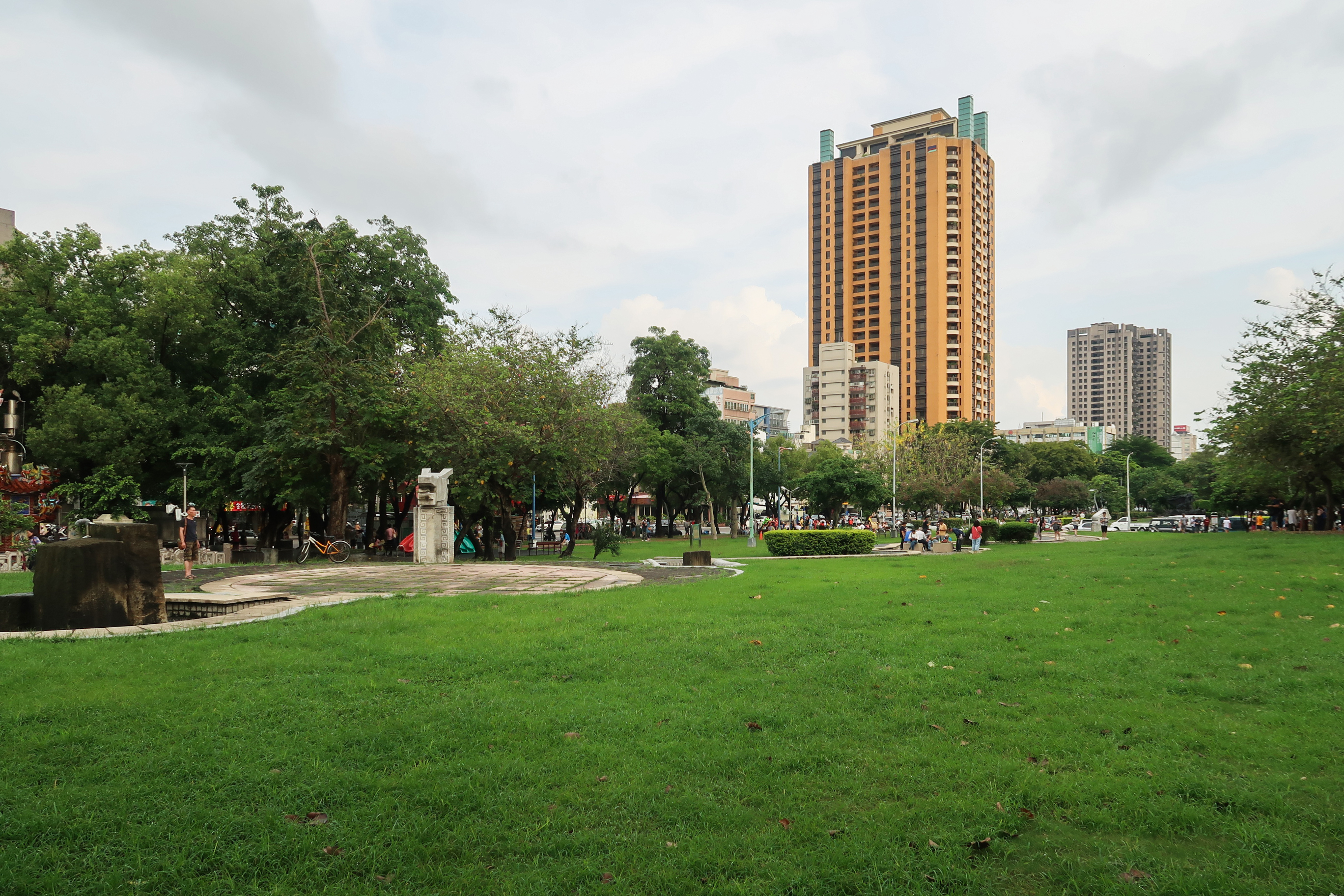
草悟道的草坪

臺中市政府定義為「藝文行草綠園道」。根據書法的行草藝術，將綠園道打造出融入律動與韻律都會綠色空間，沿路動線包括國立自然科學博物館、全國大飯店、台中勤美洲際酒店（興建中）、勤美誠品綠園道、市民廣場、世華國際大樓、PARK2草悟廣場、阿薩斯雕像、粉紅法國鬥牛犬裝置藝術、范特喜綠光計畫、審計新村新創聚落、大墩文化中心、國立台灣美術館、忠信市場藝文聚落、美術園道商圈等活動結點，因其活動特色、綠意氛圍與街廓上的城市獨特感，如同草書字體般的自然流暢，故以「草悟道」作為此段綠園道的通稱。

## 歷史

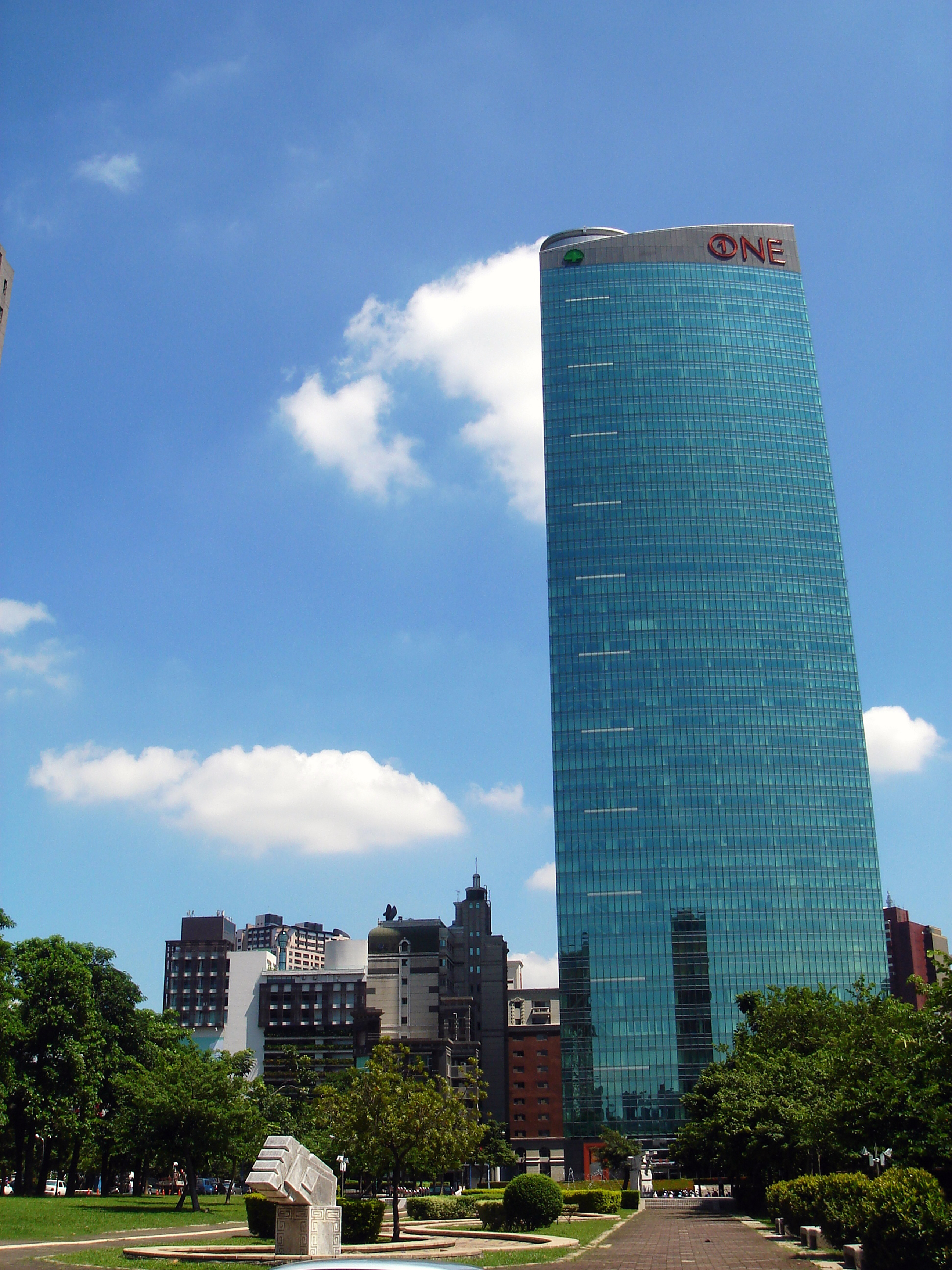
經國園道遠觀世華國際大樓。

草悟道計畫為省轄時期的臺中市政府都市發展處、建設處、交通處承辦的綠園道帶狀的都市空間架構之景觀設計案，因設計上有「行草悟道」的概念，故另有「草悟道」別稱。內容包含綠園道景觀改善及新建工程、假日廣場地下停車場興建工程，搭配「國際花毯節暨辦桌嘉年華」以及「台中爵士音樂節」。
2007年9月，台中市政府提出的「台中之緞經國園道景觀改善計畫」，獲得內政部營建署「城鄉地貌改造─創造台灣城鄉風貌 （页面存档备份，存于）示範計畫」政策引導型第二階段的補助款，並在2008年由廖偉立建築師事務所規劃設計。

2009年5月，交通部觀光局的「競爭型國際觀光魅力據點示範計畫」評選會，由台中市長胡志強率隊提出「草悟道」概念，計畫包括台中之門造型橋（原台中之緞，至今尚無計畫興建）、台中印象假日廣場、茶藝花榭藝文藝廊、藝術之門造型橋等硬體設施，以及觀光綠色運具、國際花卉展、辦桌嘉年華、夏日綠水節等軟體計劃，先以6億打造從科博館至公正路範圍內之園道，預計2011年6月完成，公正路至柳川畔則預計於102年完成。全案底定獲得交通部觀光局補助。
於2010年8月完成規劃設計，9月開始逐步施工；10月20日「假日廣場地下停車場及服務中心新建工程」開始動工，預備設置自行車專用道。2011年實行「綠園道-都會綠帶再生-臺中市觀光綠園道改善工程」計畫，施工分為二階段，4月18日起台灣大道至公益路段的園道開始架設圍籬進行改善工程，第二階段則為經國園道由館前路至台灣大道止與公益路以南，7月下旬開始施工。2012年3月，第二階段景觀改善工程完工，「假日廣場地下停車場及服務中心新建工程」完工啟用，並更名為「草悟道廣場」。
2014年2月1日，設置於綠色運具專用道（紅色鋪面）之路邊停車格廢止停車收費管理，於2月5日塗銷停車格並劃設禁止臨時停車之紅線。3月5日，綠色運具專用道禁止臨時停車措施勸導期滿，並正式開罰違規停車，實施免費接駁服務至4月6日。9月1日，科博館到公正路之間的綠色運具專用道（紅色鋪面）恢復設置218個汽車停車格。
2016年7月25日，暴雪娛樂的阿薩斯青銅雕像在草悟道落成。

## 外部連結
- 草悟道生活圈_官方網站 （页面存档备份，存于）
- 草悟道生活圈_FACEBOOK
- 景觀建築是什麼- 開放空間篇內之草悟道設計師專訪片段 （页面存档备份，存于）
- 玩台中-勤美草悟道美食地圖 （页面存档备份，存于）
- 微笑台灣：散步草悟道巷弄 任性大人回到童年時光 （页面存档备份，存于）

## 腳註
1. ↑  英文名：Calligraphy Greenway
2. ↑  範圍：經國園道與美術園道
3. ↑  博館路─市民廣場
4. ↑  昇平街、英才路口
5. ↑  國美館跨至五權西三街